# 平鳍裸吻鱼
平鳍裸吻鱼（学名：Psilorhynchus homaloptera）为裸吻鱼科裸吻鱼属的鱼类，俗名扁吻鱼。分布于印度布拉马普特拉河水系以及西藏雅鲁藏布江下游干支流等，多见于山溪或河流砾石间隙之间。该物种的模式产地在那加山的雅鲁藏布水系。
魚身體褐色背面，腹部灰白且具7至10個深色的斑點沿著側線。平鰭擬裸吻魚腹面嘴部具有乳突；上頜狹窄而低的具有銳利的邊緣，體長可達9.4厘米，屬雜食性，以藻類及無脊椎動物等為食。

## 扩展阅读
維基物種上的相關：平鳍裸吻鱼